# Olympische Sommerspiele 1960/Teilnehmer (Ungarn)
| Gelbes Symbol für Goldmedaillen mit stilisierten Olympischen Ringen | Graues Symbol für Silbermedaillen mit stilisierten Olympischen Ringen | Braundes Symbol für Bronzemedaillen mit stilisierten Olympischen Ringen |
| ------------------------------------------------------------------- | --------------------------------------------------------------------- | ----------------------------------------------------------------------- |
| 6                                                                   | 8                                                                     | 7                                                                       |

Ungarn nahm an den Olympischen Sommerspielen 1960 in Rom mit einer Delegation von 184 Athleten (157 Männer und 27 Frauen) an 107 Wettkämpfen in 18 Sportarten teil.
Die ungarischen Sportler gewannen sechs Gold-, acht Silber- und sieben Bronzemedaillen. Im Medaillenspiegel der Spiele platzierte sich Ungarn damit auf dem siebten Platz. Olympiasieger in Einzeldisziplinen wurden Ferenc Németh im Einzel des Modernen Fünfkampfs, János Parti im Einer-Canadier, Gyula Török im Fliegengewicht des Boxens und Rudolf Kárpáti im Einzel des Säbelfechtens. Zudem sicherten sich jeweils die Säbel-Fechtmannschaft der Männer und auch die Moderne Fünfkampfmannschaft die Goldmedaille. Fahnenträger bei der Eröffnungsfeier war der Basketballspieler János Simon.

## Teilnehmer nach Sportarten

### Basketball
- 9. Platz
Tibor Zsíros
Ottó Temesvári
János Simon
György Pólik
István Liptay
Zoltán Judik
János Greminger
Árpád Glatz
László Gabányi
Miklós Boháty
János Bencze
László Bánhegyi

### Boxen
- László Sebők
- György Pál
- József Nagy
- Ferenc Kellner
- Lajos Baranyai
- Gyula Török
Gold  Fliegengewicht

### Fechten
Männer
- József Sákovics
- József Marosi
- István Kausz
- László Kamuti
- Jenő Kamuti
- József Gyuricza
- Tamás Gábor
- Mihály Fülöp
- Ferenc Czvikovszki
- Árpád Bárány
- Tamás Mendelényi
Gold  Säbel Mannschaft
- Pál Kovács
Gold  Säbel Mannschaft
- Aladár Gerevich
Gold  Säbel Mannschaft
- Gábor Delneky
Gold  Säbel Mannschaft
- Zoltán Horváth
Silber  Säbel
Gold  Säbel Mannschaft
- Rudolf Kárpáti
Gold  Säbel
Gold  Säbel Mannschaft

Frauen
- Lídia Dömölky-Sákovics
Silber  Florett Mannschaft
- Ildikó Ujlakiné-Rejtő
Silber  Florett Mannschaft
- Magda Nyári-Kovács
Silber  Florett Mannschaft
- Katalin Juhász
Silber  Florett Mannschaft
- Györgyi Székely-Marvalics
Silber  Florett Mannschaft

### Fußball
- Bronze 
Flórián Albert
Jenő Dalnoki
Zoltán Dudás
János Dunai
Lajos Faragó
János Göröcs
Ferenc Kovács
Dezső Novák
Pál Orosz
Tibor Pál
Gyula Rákosi
Imre Sátori
Ernő Solymosi
Gábor Török
Pál Várhidi
Oszkár Vilezsál

### Gewichtheben
- Géza Tóth
- Mihály Huszka
- Imre Földi
- Árpád Borsányi
- Győző Veres
Bronze  Mittelgewicht

### Kanu
Männer
- András Törő
Bronze  Zweier-Canadier 1000 m
- Imre Farkas
Bronze  Zweier-Canadier 1000 m
- Imre Kemecsey
Silber  Einer-Kajak 4 × 500 m
- János Parti
Gold  Einer-Canadier 1000 m
- Imre Szöllősi
Silber  Einer-Kajak 1000 m
Silber  Einer-Kajak 4 × 500 m
- András Szente
Silber  Zweier-Kajak 1000 m
Silber  Einer-Kajak 4 × 500 m
- György Mészáros
Silber  Zweier-Kajak 1000 m
Silber  Einer-Kajak 4 × 500 m

Frauen
- Vilma Egresi
Bronze  Zweier-Kajak 500 m
- Klára Fried-Bánfalvi
Bronze  Zweier-Kajak 500 m

### Leichtathletik
Männer
- Béla Székeres
- József Szécsényi
- Miklós Szabó
- Attila Simon
- Péter Parsch
- Sándor Noszály
- Zsigmond Nagy
- Lajos Kovács
- József Kovács
- Ferenc Klics
- Sándor Iharos
- Gerhart Hecker
- Béla Dinesz
- Csaba Csutorás
- József Csermák
- Tibor Balajcza
- István Rózsavölgyi
Bronze  1500 m
- Gergely Kulcsár
Bronze  Speerwurf
- Gyula Zsivótzky
Silber  Hammerwurf

Frauen
- Mária Bácskai
- Erzsébet Bartos
- Olga Kazi
- Ildikó Jónás
- Antónia Munkácsi
- Márta Rudas
- Gizella Sasvári-Csóka

### Moderner Fünfkampf
- Ferenc Németh
Gold  Einzel
Gold  Mannschaft
- Imre Nagy
Silber  Einzel
Gold  Mannschaft
- András Balczó
Gold  Mannschaft

### Radsport
- Győző Török
- Ferenc Stámusz
- János Söre
- Ferenc Horváth
- János Dévai

### Reiten
- István Suti
- Lajos Somlay
- László Móra
- Imre Karcsú

### Ringen
- Gyula Tóth
- Antal Rizmayer
- János Reznák
- Péter Piti
- István Kozma
- József Kellermann
- Géza Hollósi
- Imre Hódos
- György Gurics
- Imre Polyák
Silber  Federgewicht, griech.-römisch

### Rudern
- Béla Zsitnik
- Pál Wágner
- József Sátori
- György Sarlós
- László Munteán
- Gyula Lengyel
- Csaba Kovács
- Lajos Kiss
- Tibor Bedekovits

### Schießen
- Ede Szomjas
- Miklós Szabó
- Imre Simkó
- Ferenc Kun
- Károly Kulin-Nagy
- Sándor Krebs
- János Holup
- József Gyönyörű
- János Dosztály
- Ambrus Balogh

### Schwimmen
Männer
- György Müller
- László Lantos
- György Kunsági
- László Kiss
- József Katona
- Tamás Hornyánszky
- Gyula Dobay
- József Csikány
- János Konrád
- László Felkai
- András Bodnár

Frauen
- Anna Temesvári
- Csilla Madarász
- Mária Frank
- Márta Egerváry
- Magda Dávid
- Katalin Boros
- Klára Bartosné Killermann

### Segeln
- Kálmán Tolnai
- István Telegdy
- Albin Molnár
- István Jutasi
- Imre Holényi

### Turnen
Männer
- Lajos Varga
- János Mester
- Rudolf Keszthelyi
- Rajmund Csányi
- Sándor Békési
- Géza Bejek

Frauen
- Katalin Szállné Müller
- Olga Lemhényiné Tass
- Judit Füle
- Klára Förstner
- Anikó Ducza-Jánosi
- Mária Bencsik

### Wasserball
- Bronze 
András Bodnár
Ottó Boros
Zoltán Dömötör
László Felkai
Dezső Gyarmati
István Hevesi
László Jeney
Tivadar Kanizsa
András Katona
György Kárpáti
Kálmán Markovits
Mihály Mayer
Péter Rusorán
János Konrád

### Wasserspringen
- János Konkoly
- József Dóra